# Kwaku Boateng
Pour les articles homonymes, voir Boateng.
Kwaku Boateng (né le 30 juin 1974 à Eastmont au Ghana) est un athlète canadien, spécialiste du saut en hauteur. 

## Biographie
Natif du Ghana, il obtient la nationalité canadienne en 1997. En 1999, il remporte le titre des Jeux panaméricains, à Winnipeg au Canada, terminant ex aequo avec son compatriote Mark Boswell avec un saut à 2,25 m. Cette même année, il se classe sixième des championnats du monde de Séville avec la marque de 2,29 m. 
En juillet 2000, il porte son record personnel à 2,34 m à Zagreb. Il participe aux Jeux olympiques de Sydney, en 2000, et termine douzième de la finale. 
Huitième des Championnats du monde de 2001, à Edmonton, il remporte la médaille d'argent des Jeux du Commonwealth à Manchester en Angleterre, devancé par Mark Boswell.

### Palmarès
| Date | Compétition                    | Lieu       | Résultat | Performance |
| ---- | ------------------------------ | ---------- | -------- | ----------- |
| 1999 | Jeux panaméricains             | Winnipeg   | 1er      | 2,25 m      |
| 1999 | Championnats du monde          | Séville    | 6e       | 2,29 m      |
| 2000 | Jeux olympiques                | Sydney     | 12e      | 2,25 m      |
| 2001 | Championnats du monde en salle | Lisbonne   | 12e      | 2,20 m      |
| 2001 | Championnats du monde          | Edmonton   | 8e       | 2,25 m      |
| 2002 | Jeux du Commonwealth           | Manchester | 2e       | 2,25 m      |

### Records
| Épreuve         | Performance | Lieu   | Date           |
| --------------- | ----------- | ------ | -------------- |
| Saut en hauteur | 2,34 m      | Zagreb | 3 juillet 2000 |